# Dicranosepsis stabilis
Dicranosepsis stabilis är en tvåvingeart som beskrevs av Iwasa 1984. Dicranosepsis stabilis ingår i släktet Dicranosepsis och familjen svängflugor. Inga underarter finns listade i Catalogue of Life.